# Rolanders rookwants
De Rolanders rookwants (Aphanus rolandri) is een wants uit de onderfamilie Rhyparochrominae, uit de familie bodemwantsen (Lygaeidae).
De onderfamilie Rhyparochrominae wordt ook weleens als een zelfstandige familie Rhyparochromidae gezien in een superfamilie Lygaeoidea. Lygaeidae is conform de indeling van bijvoorbeeld het Nederlands Soortenregister.

## Uiterlijk
Hij wordt 6-7,7 mm lang. De wants is zwart van kleur met op de voorvleugels bij begin van het membraan (doorzichtige deel van de voorvleugel) een opvallende rode vlek.

## Verspreiding en habitat
De soort komt voor in Europa van Scandinavië tot het Middellandse Zeegebied en in Noord-Afrika. Naar het oosten wordt hij in Oost-Europa zeldzamer en komt hij voor tot in West-Siberië en de Kaukasus. Ze komen voor in zowel droge, warme leefgebieden als in vochtige, gedeeltelijk beschaduwde leefgebieden.

## Leefwijze
De Rolanders rookwants is polyfaag zuigt op de bodem zowel aan de zaden van planten als aan dierlijk voedsel zoals dode geleedpotigen en insecteneieren. Er is geen binding met een bepaalde plantensoort vastgesteld. De imago’s overwinteren onder losse schors van loof- en naaldbomen. De dieren zijn in het voorjaar als het warmer wordt, heel vliegactief en worden ‘s nachts aangetrokken door kunstmatige lichtbronnen. Paring komt vooral voor in mei. De mannetjes sterven kort daarna. Er wordt per jaar één generatie gevormd.